# Mathijs Deen

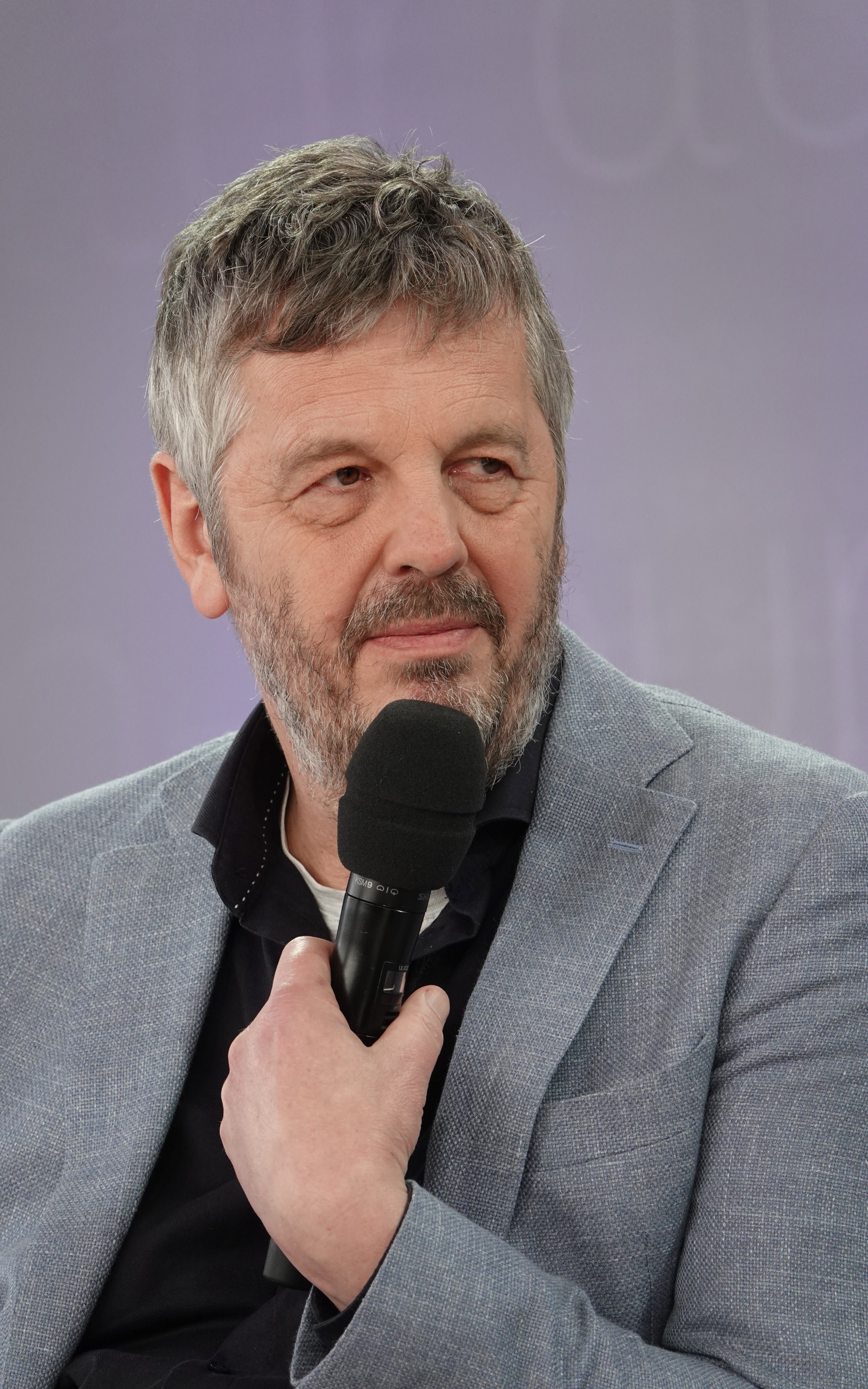
Mathijs Deen 2024

Mathijs Deen (geboren 1962 in Hengelo) ist ein niederländischer Journalist und Schriftsteller.

## Leben
Mathijs Deen studierte Niederländisch in Groningen und arbeitete danach bei Radio Noord. Seit 2001 produziert er Programme beim Sender VPRO. Er veröffentlichte Sammlungen seiner Radiokolumnen, Kurzgeschichten und Romane. Die Kurzgeschichtensammlung Brutus heeft honger von 2011 war für den AKO Literatuurprijs nominiert. 2018 wurde Deen mit dem Halewijnpreis ausgezeichnet.

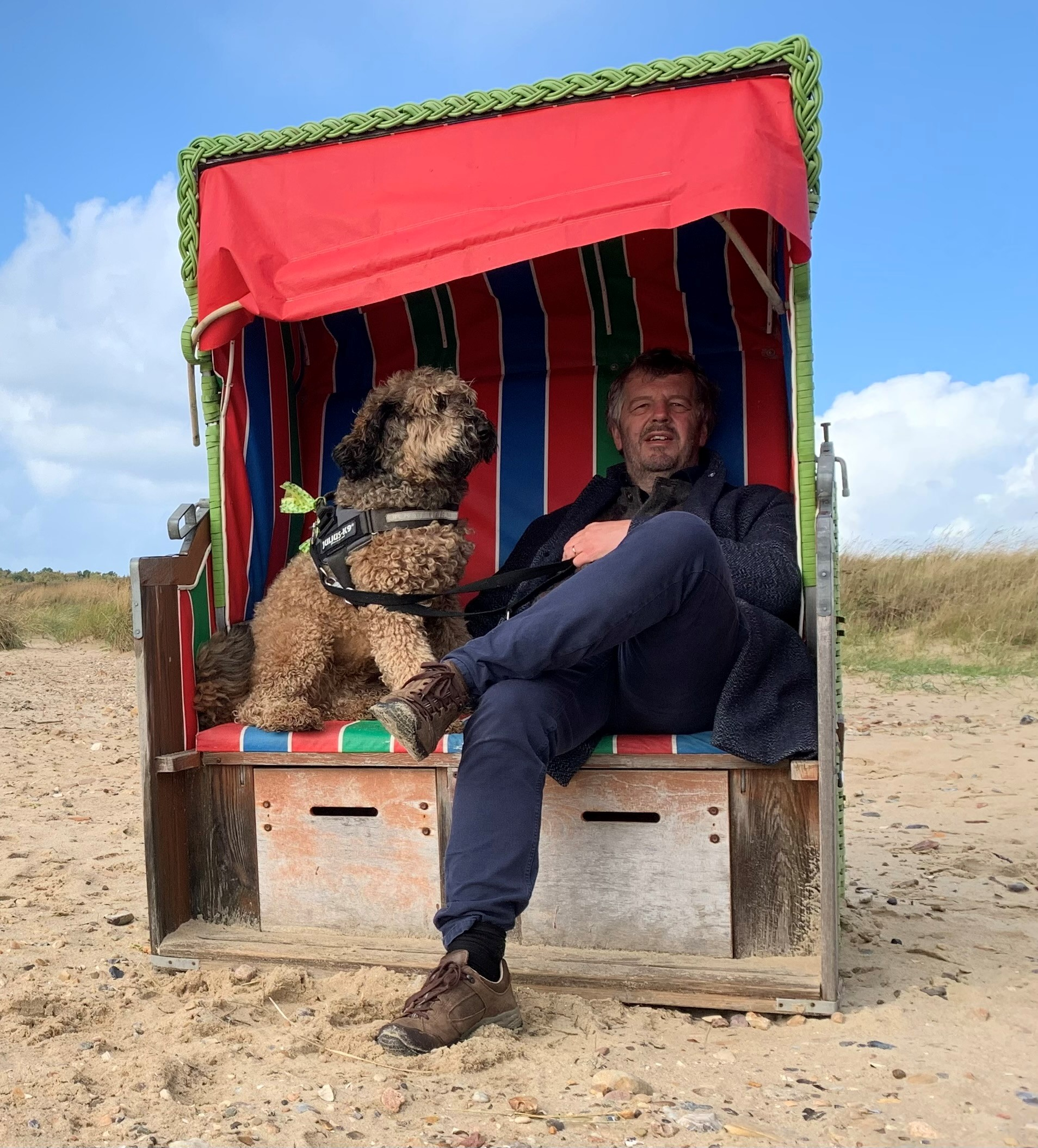
Mathijs Deen (2021)

Mit literarisch anspruchsvollen Kriminalromanen um den deutsch-niederländischen Grenzgänger und deutschen Bundespolizei-Kommissar Liewe Cupido hat Deen seit 2022 großen Erfolg bei der Literaturkritik. Da sie immer den Schauplatz Nordsee betreffen, bringt der Hamburger Mare Verlag sie beinah zeitgleich im selben Jahr wie das niederländische Original in deutscher Übersetzung auf den Buchmarkt.

## Werke (Auswahl)
- Onder de mensen. Uitgeverij Thomas Rap (Imprint De Bezige Bij), Amsterdam 2016 (zuerst 1997)
  - Unter den Menschen. Übersetzung von Andreas Ecke. Mareverlag, Hamburg 2019, ISBN 978-3-86648-280-7.
- Moeder doen. Uitgeverij Passage, Groningen 1997.
- Zo meteen werken. Uitgeverij Passage, Groningen 1997.
- Dromen worden waar. Uitgeverij Passage, Groningen 1999.
- Drie dagen Wenen voor twee personen. Uitgeverij Passage, Groningen 1999.
- Onverrichter zake. Uitgeverij Passage, Groningen 2000.
- De veldtocht van Napoleon 1812: door Nederlandse ogen: een radiodocumentaire. Hörbuch, Rubinstein, Amsterdam 2007.
- Brutus heeft honger. Uitgeverij Thomas Rap (Imprint De Bezige Bij), Amsterdam 2011.
- De Wadden. Een geschiedenis. Uitgeverij Thomas Rap (Imprint De Bezige Bij), Amsterdam 2013.
- Over oude wegen. Een reis door de geschiedenis van Europa. Uitgeverij Thomas Rap (Imprint De Bezige Bij), Amsterdam 2018
  - Über alte Wege. Eine Reise durch die Geschichte Europas. Übersetzung von Andreas Ecke. DuMont Buchverlag, Köln 2019, ISBN 978-3-8321-8453-7.[5]
- De grenzeloze rivier. Verhalen uit het rijk van de Rijn. Uitgeverij Thomas Rap (Imprint De Bezige Bij), Amsterdam 2021, ISBN 978-9-400 40800-5.
  - Fluss ohne Grenzen. Der Rhein –  eine literarische Biographie. Übersetzung von Andreas Ecke. Knesebeck München 2023, ISBN 978-3-95728-682-6.
- Het Lichtschip. Alfabet uitgevers, Amsterdam 2020, ISBN 978-9-4004-06605.
  - Der Schiffskoch. Übersetzung von Andreas Ecke. Suhrkamp Imprint Insel Verlag, Berlin 2022, ISBN 978-3-458-68244-8.
- De Hollander. Alfabet uitgevers, Amsterdam 2022, ISBN 978-90-213-4014-2.
  - Der Holländer. Übersetzung von Andreas Ecke. Mareverlag, Hamburg 2022, ISBN 978-3-86648-674-4.
- De Duiker. Alfabet uitgevers, Amsterdam 2023.
  - Der Taucher. Übersetzung von Andreas Ecke. Mareverlag, Hamburg 2023, ISBN 978-3-86648-701-7.
- De Redder. Alfabet uitgevers, Amsterdam 2024.
  - Der Retter. Übersetzung von Andreas Ecke. Mareverlag, Hamburg 2024, ISBN 978-3-86648-707-9, Neuauflage 2025 mit ISBN 978-3-69094-003-0
- De loods. Alfabet uitgevers, Amsterdam 2025.
  - Die Lotsin. Übersetzung von Andreas Ecke. Mareverlag, Hamburg 2025, ISBN 978-3-86648-739-0.